# Referendum

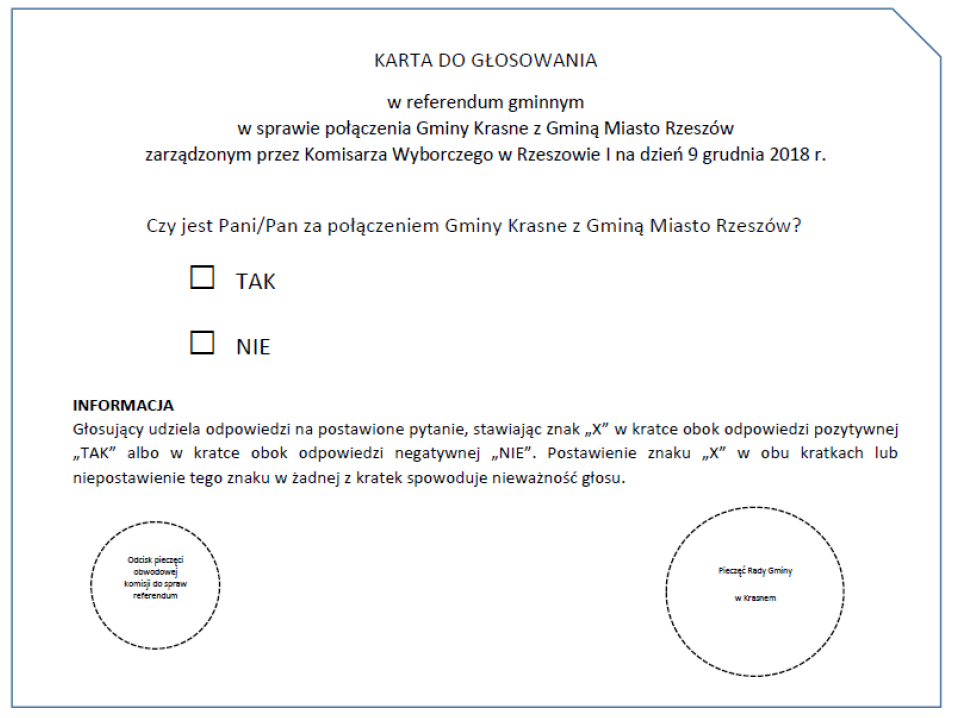
Karta do głosowania w referendum
w Polsce

Referendum (głosowanie ludowe) – forma głosowania o charakterze powszechnym, najbliższa ideałowi demokracji bezpośredniej, w której udział mogą brać wszyscy obywatele uprawnieni do głosowania (tj. mający czynne prawo wyborcze). W czasie referendum obywatele całego państwa lub jego części wyrażają swoją opinię w kwestii poddawanej głosowaniu.
Pierwsze nowoczesne referenda przeprowadzono na kontynencie amerykańskim, gdzie w stanach Massachusetts (w 1778 r.) oraz New Hampshire (w 1792 r.) zatwierdzano konstytucje stanowe. Również konstytucje francuskie z końca XVIII wieku były zatwierdzane w referendach: jakobińska w 1793 r., dyrektorialna (termidoriańska) w 1795 r. oraz tzw. konsularna z 1799 r. Pierwsze ogólnoszwajcarskie referendum przeprowadzono 6 czerwca 1848.
Referenda można podzielić według różnych kryteriów na: obligatoryjne i fakultatywne, opiniotwórcze i wiążące oraz ogólnokrajowe i lokalne.
W drodze referendum głosujący mogą odwołać organy samorządu wyłonione w wyborach powszechnych przed upływem kadencji, jeżeli nie wywiązują się one ze swoich zadań.

## Referenda w Polsce
Podstawą prawną przeprowadzania referendum lokalnego jest Konstytucja RP
oraz ustawy:
- ustawa z dnia 15 września 2000 r. o referendum lokalnym[4]
- ustawa z dnia 14 marca 2003 r. o referendum ogólnokrajowym[5]

### Referendum ogólnokrajowe
Referendum polega na udzieleniu na urzędowej karcie do głosowania odpowiedzi pozytywnej „Tak” lub negatywnej „Nie” na postawione pytania albo na wyborze między zaproponowanymi wariantami rozwiązań.
Referendum ma charakter powszechny. Mogą w nim wziąć udział obywatele polscy, którzy najpóźniej w dniu głosowania kończą 18 lat, nie są pozbawieni praw publicznych lub praw wyborczych oraz nie są ubezwłasnowolnieni.
Oprócz powszechnego charakteru głosowania, właściwe dla istoty referendum jest uznanie, że głosujący biorą w nim udział na zasadzie równości. Oznacza to, że żadna z osób głosujących nie może oddać więcej niż jednego głosu. Oprócz tego panuje zasada tajności, która gwarantuje indywidualne wyrażenie swojej woli przez każdego uprawnionego.
Konstytucja i ustawa o referendum ogólnokrajowym wyróżniają trzy rodzaje referendum ogólnokrajowego:
- referendum w sprawach o szczególnym znaczeniu dla państwa,
- referendum w sprawie wyrażenia zgody na ratyfikację umowy międzynarodowej, na podstawie której RP przekazuje organizacji narodowej lub organowi międzynarodowemu kompetencje organów władzy państwowej w niektórych sprawach,
- referendum w sprawie przyjęcia ustawy zmieniającej Konstytucję RP.

Dwie ostatnie mają charakter skonkretyzowany, gdyż dotyczą uchwalonej już przez Sejm i Senat ustawy oraz umowy międzynarodowej zawartej przez Radę Ministrów na ratyfikację, na którą obywatele mają wyrazić zgodę.
Wątpliwości budzi pojęcie „sprawy o szczególnym znaczeniu”. Przedmiotem tego referendum mogą stać się sprawy jedynie o charakterze ogólnym, które nie zastępują działań właściwych organów państwowych, lecz konkretyzują późniejszą treść rozwiązań podejmowanych przez odpowiednie organy. Dlatego przedmiotem tego głosowania nie może być jakakolwiek kwestia już wcześniej uregulowana.
Zgodnie z Konstytucją RP referendum fakultatywne może zarządzić:
1. Sejm RP bezwzględną większością głosów w obecności przynajmniej połowy ustawowej liczby posłów;
2. Prezydent za zgodą Senatu wyrażoną bezwzględną większością głosów w obecności przynajmniej połowy ustawowej liczby senatorów.

Referendum ogólnokrajowe jest wiążące przy frekwencji powyżej 50%. Jeśli frekwencja jest niższa, wynik referendum ma charakter jedynie opiniodawczy. Konstytucja RP nie przewiduje instytucji referendum obligatoryjnego.
Pierwsze referendum w III Rzeczypospolitej zostało przeprowadzone 18 lutego 1996 roku i dotyczyło powszechnego uwłaszczenia obywateli.

### Referendum lokalne
Referendum lokalne może zostać przeprowadzone na obszarze gminy, powiatu bądź województwa, w sprawie m.in. samoopodatkowania się mieszkańców bądź wcześniejszego odwołania organu stanowiącego (rady gminy, rady powiatu, sejmiku województwa), bądź organu wykonawczego gminy (wójtów, burmistrzów, prezydentów miast). Odbywa się ono z inicjatywy organu stanowiącego lub na wniosek mieszkańców uprawnionych do głosowania w liczbie: 10% mieszkańców gminy (powiatu), 5% mieszkańców województwa. Wymagana frekwencja wynosi 30%. W przypadku odwołania organu jednostki samorządu terytorialnego pochodzącego z wyborów bezpośrednich, minimalna frekwencja wynosi 3/5 liczby biorących udział w wyborze odwoływanego organu.

## Referenda w Europie Środkowej
Po zmianach ustrojowych w 1989 demokratyczne referenda ogólnokrajowe zaczęto organizować również w krajach Europy Środkowej. Przykładowo w latach 1989–2009 głosowano w ogólnokrajowych referendach 12 razy na Węgrzech (6x2), 10 razy w Słowenii czy 9 razy na Słowacji. Polacy w latach 1989–2012 odpowiadali na 7 pytań referendalnych w czterech referendach ogólnokrajowych podczas trzech głosowań.